# Confederació Asiàtica de Futbol
La Confederació Asiàtica de Futbol (AFC) és l'òrgan de govern del futbol a l'Àsia. Es fundà el 8 de maig de 1954 a Manila essent membres fundadors: Afganistan, Birmània, Xina, Hong Kong, l'Índia, Indonèsia, Japó, Corea del Sud, Pakistan, Filipines, Singapur i el Vietnam. L'1 de gener del 2006 Austràlia s'afilià a l'AFC.
Organitza la Copa d'Àsia de Futbol, competició per a seleccions estatals, i diverses competicions de clubs com la Lliga de Campions de l'AFC (que el 2002 absorbí la Recopa Asiàtica) o la Copa de l'AFC.

## Membres de l'AFC

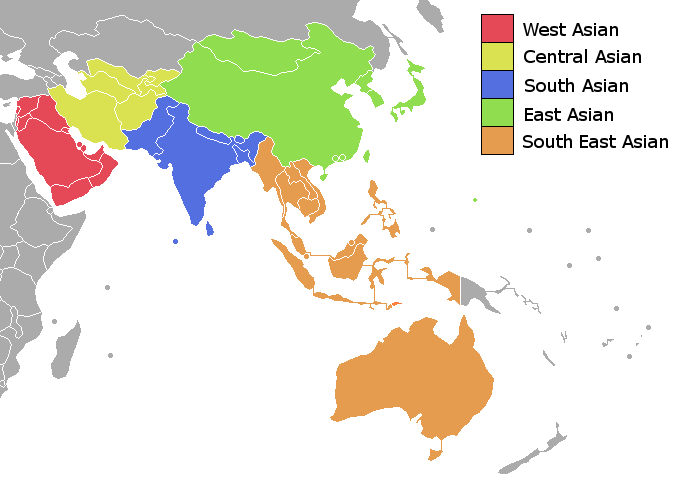
Membres de la Confederació Asiàtica de Futbol

L'AFC es divideix en cinc Federacions Regionals: la Federació de Futbol del Sud-est Asiàtic, la Federació de Futbol de l'Àsia del Sud, la Federació de Futbol de l'Àsia Occidental, la Federació de Futbol de l'Àsia Oriental, i la Associació de Futbol de l'Àsia Central. L'AFC té 47 membres: 12 de l'Àsia Occidental, 6 de l'Àsia central, 7 de l'Àsia del Sud, 10 de l'Àsia Oriental, i 12 del Sud-est Asiàtic.

## Competicions que organitza
Les principals competicions regides per la AFC són:
- A nivell d'estats:
  - Copa d'Àsia de Futbol
  - AFC Challenge Cup (per a països de menor nivell)
  - Copa d'Àsia de Futbol Femenina
  - Diversos campionats de categories inferiors.
- A nivell de clubs:
  - Lliga de Campions de l'AFC
  - Recopa Asiàtica (desapareguda)
  - Copa de l'AFC
  - Copa President de la AFC (per a països de menor nivell)

## Classificats de l'AFC per als diversos Mundials
Dotze dels 47 membres de l'AFC s'han classificat per a la Copa del Món i només sis d'ells s'han qualificat més d'una vegada. La selecció de futbol d'Israel va classificar per a la Copa del Món de Futbol de 1970 com un membre de l'AFC.
Llegenda
- 1r  – Campió
- 2n  – Subcampió
- 3r  – Tercer lloc
- 4t  – Quart lloc
- QF – Quarts de Final
- R16 – Vuitens
- FG – Fase de grups
- • — No es va classificar
- ×  — No va entrar / es va retirar / Prohibit
- — Amfitrions

| Equip               | 1930 (13)       | 1934 (16)       | 1938 (15)       | 1950 (13)       | 1954 (16)       | 1958 (16)       | 1962 (16)       | 1966 (16)       | 1970 (16)       | 1974 (16)       | 1978 (16)        | 1982 (24)        | 1986 (24)        | 1990 (24)        | 1994 (24)        | 1998 (32)        | 2002 (32)        | 2006 (32)        | 2010 (32)        | 2014 (32)        | 2018 (32)        | 2022 (32)        | 2026 (48)        | Total | inclou classificació. |
| ------------------- | --------------- | --------------- | --------------- | --------------- | --------------- | --------------- | --------------- | --------------- | --------------- | --------------- | ---------------- | ---------------- | ---------------- | ---------------- | ---------------- | ---------------- | ---------------- | ---------------- | ---------------- | ---------------- | ---------------- | ---------------- | ---------------- | ----- | --------------------- |
| Corea del Sud       | No existia      | No existia      | No existia      | ×               | FG              | ×               | •               | ×               | •               | •               | •                | •                | FG               | FG               | FG               | FG               | 4th              | FG               | R16              | FG               | FG               |                  |                  | 10    |                       |
| Japó                | ×               | ×               | ×               | ×               | •               | ×               | •               | ×               | •               | •               | •                | •                | •                | •                | •                | FG               | R16              | FG               | R16              | FG               | R16              |                  |                  | 6     |                       |
| Iran                | ×               | ×               | ×               | ×               | ×               | ×               | ×               | ×               | ×               | •               | FG               | ×                | ×                | •                | •                | FG               | •                | FG               | •                | FG               | FG               |                  |                  | 5     |                       |
| Aràbia Saudita      | No existia      | No existia      | No existia      | No existia      | No existia      | ×               | ×               | ×               | ×               | ×               | •                | •                | •                | •                | R16              | FG               | FG               | FG               | •                | •                | FG               |                  |                  | 5     |                       |
| Austràlia           | Membre de l'OFC | Membre de l'OFC | Membre de l'OFC | Membre de l'OFC | Membre de l'OFC | Membre de l'OFC | Membre de l'OFC | Membre de l'OFC | Membre de l'OFC | Membre de l'OFC | Membre de l'OFC  | Membre de l'OFC  | Membre de l'OFC  | Membre de l'OFC  | Membre de l'OFC  | Membre de l'OFC  | Membre de l'OFC  | Membre de l'OFC  | FG               | FG               | FG               |                  |                  | 3     |                       |
| Corea del Nord      | No existia      | No existia      | No existia      | ×               | ×               | ×               | ×               | QF              | ×               | •               | ×                | •                | •                | •                | •                | ×                | ×                | •                | FG               | •                | •                |                  |                  | 2     |                       |
| Qatar               | No existia      | No existia      | No existia      | No existia      | No existia      | No existia      | No existia      | No existia      | No existia      | No existia      | ×                | ×                | •                | •                | •                | •                | •                | •                | •                | •                | •                | q                |                  | 1     |                       |
| Xina                | ×               | ×               | ×               | ×               | ×               | •               | ×               | ×               | ×               | ×               | ×                | •                | •                | •                | •                | •                | FG               | •                | •                | •                | •                |                  |                  | 1     |                       |
| Emirats Àrabs Units | No existia      | No existia      | No existia      | No existia      | No existia      | No existia      | No existia      | No existia      | No existia      | No existia      | ×                | ×                | •                | FG               | •                | •                | •                | •                | •                | •                | •                |                  |                  | 1     |                       |
| Iraq                | No existia      | No existia      | No existia      | ×               | ×               | ×               | ×               | ×               | ×               | •               | ×                | •                | FG               | •                | •                | •                | •                | •                | •                | •                | •                |                  |                  | 1     |                       |
| Kuwait              | No existia      | No existia      | No existia      | ×               | ×               | ×               | ×               | ×               | ×               | •               | •                | FG               | •                | •                | •                | •                | •                | •                | •                | •                | •                |                  |                  | 1     |                       |
| Indonèsia           | ×               | ×               | R16             | ×               | ×               | •               | ×               | ×               | ×               | •               | •                | •                | •                | •                | •                | •                | •                | •                | •                | •                | ×                | •                |                  | 1     |                       |
| Israel              | No existia      | No existia      | No existia      | •               | •               | •               | •               | •               | FG              | •               | Membre de l'UEFA | Membre de l'UEFA | Membre de l'UEFA | Membre de l'UEFA | Membre de l'UEFA | Membre de l'UEFA | Membre de l'UEFA | Membre de l'UEFA | Membre de l'UEFA | Membre de l'UEFA | Membre de l'UEFA | Membre de l'UEFA | Membre de l'UEFA | 1     |                       |
| Total               | 0               | 0               | 1               | 0               | 1               | 0               | 0               | 1               | 1               | 0               | 1                | 1                | 2                | 2                | 2                | 4                | 4                | 4                | 4                | 4                | 5                | 4 o 5 +1         | TBD              | 37    |                       |